# Tiết Chi Khiêm
Tiết Chi Khiêm (sinh ngày 17 tháng 7 năm 1983), là ca sĩ kiêm sáng tác nhạc, nhà sản xuất thu âm người Trung Quốc. Năm 2005, anh tham gia chương trình My Show (cuộc thi hát toàn quốc) của đài truyền hình Phương Đông Thượng Hải. Sau khi lọt vào top 4 anh ký hợp đồng với công ty giải trí Thượng Đằng, chính thức ra mắt với tư cách là một ca sĩ. Năm 2006 Anh phát hành album đầu tiên mang tên [Tiết Chi Khiêm] trong đó bài «Tuyết Chân Thật» là tác phẩm tiêu biểu nhất, sau đó bài «Lá Phong Màu Vàng» cũng được mọi người đón nhận và khen ngợi. Nhưng một thời gian sau, do không nhận được sự quan tâm phát triển đúng hướng từ phía công ty quản lý, tên tuổi Tiết Chi Khiêm ngày càng mờ nhạt. Mười năm sau đó, đến giữa năm 2015, Tiết Chi Khiêm, với tư cách là một blogger chuyên viết truyện hài chế trên trang mạng xã hội Weibo, đã trở thành hiện tượng internet mới. Anh nhận được sự quan tâm lớn từ đông đảo quần chúng và lại được biết đến với thân phận là một ca sĩ chuyên nghiệp.

## Tuổi thơ
Mẹ của Tiết Chi Khiêm năm 20 tuổi đã mắc phải căn bệnh thấp tim nghiêm trọng và phải trải qua một cuộc phẫu thuật lớn. Các bác sĩ nói rằng tuổi thọ của bà chỉ có thể kéo dài thêm 10 đến 15 năm và tình trạng sức khỏe hoàn toàn không phù hợp cho việc mang thai. Dù vậy cha của Tiết Chi Khiêm vẫn kiên trì muốn kết hôn với mẹ anh. Hôn lễ của họ được tổ chức vào năm 1982. Một năm sau, tức năm 1983, Tiết Chi Khiêm chào đời. Sức khỏe của mẹ anh sau đó liên tục chuyển biến xấu. Ngày 5 tháng 11 năm 1987, bà mất. Từ đó, Tiết Chi Khiêm chủ yếu được bà nội và bà ngoại nuôi lớn.
Năm 2002, sau khi tốt nghiệp cấp 3, bố Tiết Chi Khiêm cố gắng cho anh đi du học tại Thụy Sĩ, nên đã bán nhà, dùng tiền bán nhà 20 vạn tệ cho anh sang Thụy Sĩ, học ngành quản lý khách sạn. Trong thời gian anh về nước, vì ước mơ sự nghiệp âm nhạc của mình, anh đã quyết định bỏ học. Anh được đội tìm kiếm nhân tài của công ty âm nhạc phát hiện và ký hợp đồng với tư cách diễn viên. Trong thời gian làm diễn viên, Tiết Chi Khiêm tận dụng thời gian rảnh sáng tác bài hát trên guitar đồng thời tự trả chi phí thu âm bài hát của mình.

## Sự nghiệp
Năm 2004, Tiết Chi Khiêm lần đầu tiên tham gia cuộc thi hát My Show, nhưng sau đó vì lý do cá nhân đã rút khỏi cuộc thi.
Năm 2005, anh lại một lần nữa tham gia thi đấu. Anh lọt vào top 4 toàn quốc, đồng thời đạt được giải thưởng Lyrca. Sau đó anh ký hợp đồng với công ty giải trí Thượng Đằng và chính thức ra mắt như một nghệ sĩ
Ngày 9 tháng 6 năm 2005, phát hành album đầu tiên mang tên «Tiết Chi Khiêm» 6 đầu nhạc và 5 lời bài hát đều do anh sáng tác. Anh đã đem tài năng sáng tác này triển khai trên ca khúc «Tuyết Chân Thật» một cách tinh tế và được quần chúng vô cùng đón nhận. Thành tích xếp hạng âm nhạc và lượt tải nhạc chuông bài «Tuyết Chân Thật» luôn nằm ở top đầu, liên tục trở thành cái tên quen thuộc của các BXH, lượt mua album vượt hơn 200,000 đĩa chỉ trong vòng 1 tháng ngắn ngủi, đạt thành tích lượng mua album và độ hot cao nhất trên các diễn đàn âm nhạc, là nam ca sĩ nội địa bán chạy nhất năm 2006.
Ngày 31 tháng 7 năm 2007 anh phát hành album solo thứ 2 mang tên «Em Sống Tốt Không». Chỉ trong một tháng, doanh số bán nhanh chóng đạt tới 15 vạn, đồng thời tác phẩm là bài hát Trung Quốc đứng đầu trong mọi bảng xếp hạng. Cùng năm đó, Tiết Chi Khiêm được mời với tư cách là nghệ sĩ đại diện cho nhạc Pop cùng với một số nghệ sĩ khác đến nước Nga tham gia chương trình giao lưu văn hóa Trung Quốc trọng điểm "Hành trình hữu nghị dọc sông Volga" do Bộ Văn Hóa Trung Quốc và Bộ Văn Hóa Điện ảnh Liên Bang Nga hợp tác tổ chức
Ngày 26 tháng 11 năm 2008, anh phát hành album solo thứ 3 «Từng Yêu Em Sâu Sắc », bài hát cùng tên «Từng Yêu Em Sâu Sắc » giành vị trí thứ nhất trong các bảng xếp hạng. Cũng năm đó Tiết Chi Khiêm vinh dự trúng cử cầm đuốc trong lễ rước đuốc Olympic tại tỉnh Hà Nam thành phố Trịnh Châu.
Ngày 21 tháng 9 năm 2009 anh phát hành single «Bài Hát Chưa Hoàn Chỉnh». Đây là sáng tác của Tiết Chi khiêm trong hơn 1 năm, nhưng anh không phát hành vì mãi mà không có lời hát phù hợp với ca khúc này, thế nên anh cứ đợi đến khi cho ra được lời bài hát khiến anh cảm động. Ngày 11 tháng 12 năm 2009 phát hành bài hát mới + album tuyển chọn «Bài Hát Dang Dở»
Năm 2010, Tiết Chi Khiêm bắt đầu hoạt động trong ngành điện ảnh và truyền hình, anh là diễn viên chính trong bộ phim điện ảnh «The University Days of a Dog».
Ngày 14 tháng 3 năm 2011, anh phát hành single «Cuối cùng em đã trở thành người phụ nữ của người ta», lời bài hát này được biên soạn bởi nhạc sĩ Thường Thạch Lỗi MV được quay bởi đạo diễn của Châu Kiệt Luân là Trân Ni Hoa.
Năm 2012, anh đảm nhận vai chính trong bộ phim thanh xuân «Giang Hồ Âm nhạc ». Trong phim, anh đóng vai Trần Hạo, là học sinh có tính cách hướng nội, đối với âm nhạc rất cố chấp, đồng thời anh biểu diễn ca khúc chủ đề nhạc phim « Chúng Ta Yêu Qua Thì Tốt». Ngày 17 tháng 7, sau nửa năm chuẩn bị, anh phát hành album «Có Mấy Tiết Chi Khiêm». Trong thời gian chuẩn bị đó anh liên tiếp phát hành nhiều single như «Cuối cùng em đã trở thành người phụ nữ của người ta», «Phục Bút», «Có Mấy Người Như Em»... Bài hit tình ca thứ 2 «Anh biết em biết» được đài Hồ Nam Vệ thị chọn làm ca khúc chủ đề cho bộ phim mới nhất «Đẳng cấp quý cô»
Tháng 11 năm 2013, anh phát hành album «Ngoài Ý Muốn». Album có 10 bài hát trong đó bao gồm những ca khúc chính như «Kẻ Xấu Xí», «Ngoài Ý Muốn», «Em Còn Muốn Anh Như Thế Nào», «Phạm Vi Mấy Dặm».
Ngày 8 tháng 6 năm 2015 công bố «Thân Sĩ» EP, trong đó có 3 ca khúc «Thân Sĩ», «Diễn viên», «Mưa Rơi Rồi». Ngày 26 tháng 10 công bố «Một Nửa» EP, trong đó là bài hát cùng tên «Một Nửa», «Trẻ Con», «Stay Here». Ngày 19 tháng 11 lần đầu công bố MV «Stay Here», để tưởng nhớ, kỉ niệm về sự ngang ngược của bản thân và tình yêu đã mất đi. Cùng năm đó, anh hợp tác cùng Park Hae Jin, Trương Lượng diễn vai chính trong bộ phim hí kịch tình cảm đô thị «Nam Nhân Giúp Đỡ Bạn Bè». Ngày 5 tháng 10, chuyên tâm diễn vai chính trong bộ phim truyền hình thể loại hí kịch đô thị «Mẹ Tựa Như Hoa»
Năm 2016, nhờ vào hai bài hát «Diễn viên» và «Một Nửa», album này đạt giải Album xuất sắc nhất Trung Quốc đại lục trên Music Radio. Ngày 17 tháng 5, anh phát hành «Người Bắt Đầu» EP. Cùng thời gian đó, anh hát ca khúc chủ đề cho bộ phim A Test Of Love Adventure. Ngày 1 tháng 6, MV «Người Bắt Đầu» với lời bài hát do Tiết Chi Khiêm sáng tác được phát hành. Ngày 4 tháng 6, Tiết Chi Khiêm tham gia chương trình thực tế Liên Minh Người Thách Thức. Ngày 7 tháng 6, anh phát hành single «Vừa Đủ». Ngày 17 tháng 6, chính thức phát hành MV «Vừa Đủ», là MV thứ 2 trong album «Người Bắt Đầu». Ngày 24 tháng 6 công bố single «Anh Dường Như Đã Từng Gặp Em». Cùng thời gian đó, anh hát ca khúc chủ đề cho bộ phim hoạt hình viễn tưởng «Hắc Long Đe Dọa 2». Ngày 30 tháng 6, anh tham gia chương trình thần tượng âm nhạc có sự hợp tác giữa các nghệ sĩ Trung Quốc và nghệ sĩ Hàn Quốc «The Collaboration». Ngày 2 tháng 7, tham gia chương trình âm nhạc «Let's Sing season 4» của Đài Truyền hình vệ tinh Hồ Nam. Ngày 17 tháng 7 tại Bắc Kinh tổ chức họp gặp mắt và hát miễn phí « Người Bắt Đầu». Ngày 18 tháng 7, album mới « Người Bắt Đầu» chính thức phát sóng trên mạng. Ngày 5 tháng 9 năm 2016, bộ phim dài tập có tên «Thời Đại Niên Thiếu Của Chúng Ta» có sự tham gia của Tiết Chí Khiêm cùng các diễn viên như TFBOYS, Trương Tử Phong, Lý Tiểu Lộ, Lý Phi Nhi, Đường Vũ Triết, Trình Nghiên Thu, Lý Thế Bằng, TF Gia tộc Đinh Trình Hâm của đạo diễn Thành Chí Siêu và giám chế Quách Kính Minh khai máy. Tiết Chí Khiêm trong vai Đào Tây (thầy Đào) là một thầy giáo phụ trách môn thể dục vốn lười biếng nhưng về sau được nhà trường sắp xếp cho chức chủ nhiệm lớp 10-6.
Vào ngày 31 tháng 12 năm 2018,Tiết Chi Khiêm đã biểu diễn bài hát "Đạt Lạp Băng Ba" với ca sĩ ảo Lạc Thiên Y trong chương trình phát sóng nhân dịp năm mới 2019 trên Đài Truyền hình tỉnh Giang Tô.

## Đời tư
Tháng 9 năm 2015, Tiết Chi Khiêm và người mẫu Cao Lỗi Hâm ly hôn.
Tháng 9 năm 2017, anh quay lại với vợ cũ Cao Lỗi Hâm.

## Sự kiện xã hội
Năm 2007, Tiết Chi Khiêm được mời với tư cách là nghệ sĩ đại diện cho nhạc Pop cùng với một số nghệ sĩ khác đến nước Nga tham gia chương trình giao lưu văn hóa Trung Quốc trọng điểm "Hành trình hữu nghị dọc sông Volga" do Bộ Văn Hóa Trung Quốc và Bộ Văn Hóa Điện ảnh Liên Bang Nga hợp tác tổ chức.
Năm 2008, Tiết Chi Khiêm vinh dự trúng cử cầm đuốc trong lễ rước đuốc Olympic tại tỉnh Hà Nam thành phố Trịnh Châu.
Ngày 2 tháng 6 năm 2013, tham gia show diễn thời trang "LOVE thiên nhiên, KISS môi trường" của Mary Kay.
Ngày 13 tháng 8 năm 2016, Tiết Chi Khiêm ủng hộ quyên góp công ích, chăm sóc trẻ em mồ côi.
Tháng 7 năm 2016, nữ ca sĩ Hàn Hồng phát động chương trình từ thiện quy mô lớn "Tấm lòng Hàn Hông", Tiết Chi Khiêm đã âm thầm quyên góp cho chương trình một số tiền lớn

## Kinh doanh
Do lợi ích kinh doanh của công ty thay đổi, không còn đầu tư vào PR tuyên truyền âm nhạc, con đường âm nhạc của Tiết Chi Khiêm rơi vào giai đoạn tụt dốc. Anh đầu tư mở nhà hàng riêng Up Up Qian và nhãn hàng thời trang nam Dangerous People và trở nên thành công, từ đó dùng lợi nhuận thu được từ kinh doanh đầu tư vào sản xuất âm nhạc của chính mình.

## Âm nhạc

### Album phòng thu
| Tên bài hát        | Người viết lời bài hát | Nhà soạn nhạc                   |
| ------------------ | ---------------------- | ------------------------------- |
| 1 天外来物         | Tiết Chi Khiêm         | La Tiểu Hắc                     |
| 2 迟迟             | 子望                   | Tiết Chi Khiêm, Châu Dĩ Lực     |
| 3 把你揉碎捏成苹果 | Phương Nghị            | Phương Nghị                     |
| 4 野心             | Tiết Chi Khiêm         | Tiết Chi Khiêm                  |
| 5 彩卷             | 郭冠廷                 | 郭冠廷                          |
| 6 不爱我           | Tiết Chi Khiêm         | Vương Viên Khôn, Tiết Chi Khiêm |
| 7 潘金莲           | 赵英俊                 | 赵英俊                          |
| 8 耗尽             | Tiết Chi Khiêm         | 郭聪明                          |
| 9 小尖尖           | Tiết Chi Khiêm         | 朱莉叶, Tiết Chi Khiêm          |
| 10 纸船            | Tiết Chi Khiêm         | Tiết Chi Khiêm                  |

| Tên bài hát  | Người viết lời bài hát | Nhà soạn nhạc         |
| ------------ | ---------------------- | --------------------- |
| 1 木偶人     | Tiết Chi Khiêm         | Tiết Chi Khiêm        |
| 2 慢半拍     | Tiết Chi Khiêm         | 许嵩                  |
| 3 这么久没见 | Tiết Chi Khiêm         | Tiết Chi Khiêm        |
| 4 笑场       | 裴志森/Tiết Chi Khiêm  | 张洢豪                |
| 5 病态       | Tiết Chi Khiêm         | 宋涛                  |
| 6 尘         | Tiết Chi Khiêm         | Tiết Chi Khiêm        |
| 7 陪你去流浪 | Tiết Chi Khiêm         | Tiết Chi Khiêm        |
| 8 配合       | Tiết Chi Khiêm/甘世佳  | 周以力/Tiết Chi Khiêm |
| 9 环         | 孟楠                   | 孟楠                  |
| 10 聊表心意  | Tiết Chi Khiêm         | Tiết Chi Khiêm        |

| Tên bài hát              | Người viết lời bài hát | Nhà soạn nhạc         |
| ------------------------ | ---------------------- | --------------------- |
| 1 摩天大楼               | Tiết Chi Khiêm         | 唐汉霄                |
| 2 怪咖                   | Tiết Chi Khiêm         | Tiết Chi Khiêm        |
| 3 肆无忌惮               | Tiết Chi Khiêm         | 张洢豪                |
| 4 狐狸                   | Tiết Chi Khiêm         | 周以力                |
| 5 天份                   | Tiết Chi Khiêm         | Tiết Chi Khiêm        |
| 6 最好                   | 小寒/廖慧明/郭顶       | 林淇玉/郭顶           |
| 7 醒来（Live）           | Tiết Chi Khiêm/岳云鹏  | Tiết Chi Khiêm        |
| 8 哑巴                   | Tiết Chi Khiêm/汪苏泷  | Tiết Chi Khiêm/汪苏泷 |
| 9 那是你离开了北京的生活 | Tiết Chi Khiêm         | 方毅                  |
| 10 违背的青春            | Tiết Chi Khiêm         | Tiết Chi Khiêm        |

| Tên bài hát  | Người viết lời bài hát | Nhà soạn nhạc                   |
| ------------ | ---------------------- | ------------------------------- |
| 1 动物世界   | Tiết Chi Khiêm         | 郭顶                            |
| 2 暧昧       | Tiết Chi Khiêm         | Tiết Chi Khiêm                  |
| 3 像风一样   | Tiết Chi Khiêm         | Tiết Chi Khiêm                  |
| 4 高尚       | Tiết Chi Khiêm         | 周以力                          |
| 5 骆驼       | 甘世佳                 | 郭顶                            |
| 6 别         | Tiết Chi Khiêm         | Tiết Chi Khiêm                  |
| 7 火星人来过 | Tiết Chi Khiêm         | 韩星洲                          |
| 8 背过手     | Tiết Chi Khiêm         | Tiết Chi Khiêm                  |
| 9 渡         | Tiết Chi Khiêm         | Torbjørn Brundtland/Svein Berge |
| 10 我害怕    | Tiết Chi Khiêm         | Tiết Chi Khiêm                  |

| Tên bài hát        | Người viết lời bài hát | Nhà soạn nhạc       |
| ------------------ | ---------------------- | ------------------- |
| 1 初学者           | Tiết Chi Khiêm         | Tiết Chi Khiêm      |
| 2 刚刚好           | Tiết Chi Khiêm         | Tiết Chi Khiêm      |
| 3 我好像在哪见过你 | Tiết Chi Khiêm         | Tiết Chi Khiêm      |
| 4 演员             | Tiết Chi Khiêm         | Tiết Chi Khiêm      |
| 5 绅士             | Tiết Chi Khiêm         | Tiết Chi Khiêm      |
| 6 一半             | Tiết Chi Khiêm         | 李荣浩              |
| 7 小孩             | 郭顶                   | 郭顶                |
| 8 Stay Here        | Tiết Chi Khiêm         | Peter Krafft        |
| 9 花儿和少年       | 文雅                   | Tiết Chi Khiêm/高阳 |
| 10 下雨了          | Tiết Chi Khiêm         | Tiết Chi Khiêm      |

| Tên bài hát           | Người viết lời bài hát | Nhà soạn nhạc  |
| --------------------- | ---------------------- | -------------- |
| 1 丑八怪              | 甘世佳                 | 李荣浩         |
| 2 意外                | 杨子朴                 | 杨子朴         |
| 3 你还要我怎样        | Tiết Chi Khiêm         | Tiết Chi Khiêm |
| 4 有没有              | 郭顶                   | 郭顶           |
| 5 潮流季              | 林晓珂                 | 郭顶           |
| 6 等我回家            | Tiết Chi Khiêm         | Tiết Chi Khiêm |
| 7 我想起你了          | Tiết Chi Khiêm         | 高阳           |
| 8 其实                | Tiết Chi Khiêm         | Tiết Chi Khiêm |
| 9 方圆几里            | Tiết Chi Khiêm         | Tiết Chi Khiêm |
| 10 方圆几里（吉他版） | Tiết Chi Khiêm         | Tiết Chi Khiêm |

| Tên bài hát            | Người viết lời bài hát | Nhà soạn nhạc         |
| ---------------------- | ---------------------- | --------------------- |
| 1 我知道你都知道       | 甘世佳                 | Tiết Chi Khiêm        |
| 2 几个你               | Tiết Chi Khiêm         | Tiết Chi Khiêm        |
| 3 伏笔                 | 郭顶                   | 郭顶                  |
| 4 为什么               | Tiết Chi Khiêm         | Tiết Chi Khiêm/罗开元 |
| 5 我终于成了别人的女人 | Tiết Chi Khiêm         | 高阳                  |
| 6 敷衍                 | Tiết Chi Khiêm         | Tiết Chi Khiêm/高阳   |
| 7 我们爱过就好         | Tiết Chi Khiêm         | Tiết Chi Khiêm/高阳   |
| 8 楚河汉界             | Tiết Chi Khiêm/李文壅  | Tiết Chi Khiêm        |
| 9 为了遇见你           | 廖莹如                 | 陈耀川                |

| Tên bài hát        | Người viết lời bài hát | Nhà soạn nhạc  |
| ------------------ | ---------------------- | -------------- |
| 1 未完成的歌       | 甘世佳                 | Tiết Chi Khiêm |
| 2 我的雅典娜       | Tiết Chi Khiêm         | Tiết Chi Khiêm |
| 3 传说             | Tiết Chi Khiêm         | Tiết Chi Khiêm |
| 4 马戏小丑         | 罗开元                 | Tiết Chi Khiêm |
| 5 你过得好吗       | Tiết Chi Khiêm         | Tiết Chi Khiêm |
| 6 红尘女子         | Tiết Chi Khiêm         | Tiết Chi Khiêm |
| 7 Memory           | Tiết Chi Khiêm         | Tiết Chi Khiêm |
| 8 倾城             | 甘世佳                 | Tiết Chi Khiêm |
| 9 我们的世界       | Tiết Chi Khiêm         | Tiết Chi Khiêm |
| 10 给我的爱人      | Tiết Chi Khiêm         | Tiết Chi Khiêm |
| 11 爱的期限        | 甘世佳                 | Tiết Chi Khiêm |
| 12 黄色枫叶        | Tiết Chi Khiêm         | Tiết Chi Khiêm |
| 13 认真的雪        | Tiết Chi Khiêm         | Tiết Chi Khiêm |
| 14 爱我的人 谢谢你 | 江孝华                 | 高阳           |

| Tên bài hát          | Người viết lời bài hát | Nhà soạn nhạc  |
| -------------------- | ---------------------- | -------------- |
| 1 传说               | Tiết Chi Khiêm         | Tiết Chi Khiêm |
| 2 深深爱过你（前世） | Tiết Chi Khiêm         | Tiết Chi Khiêm |
| 3 Let You Go         | 文雅                   | E-Tribe        |
| 4 给我的爱人         | Tiết Chi Khiêm         | Tiết Chi Khiêm |
| 5 我们的世界         | Tiết Chi Khiêm         | Tiết Chi Khiêm |
| 6 流星的眼泪         | Tiết Chi Khiêm         | Tiết Chi Khiêm |
| 7 星河之役           | 陈耀川                 | Garden         |
| 8 深深爱过你（今生） | Tiết Chi Khiêm         | Tiết Chi Khiêm |
| 9 梦开始的原点       | 陈耀川                 | Tiết Chi Khiêm |

| Tên bài hát           | Người viết lời bài hát | Nhà soạn nhạc  |
| --------------------- | ---------------------- | -------------- |
| 1 苏黎世的从前        | Tiết Chi Khiêm         | Tiết Chi Khiêm |
| 2 你过得好吗          | Tiết Chi Khiêm         | Tiết Chi Khiêm |
| 3 爱情宣判            | Tiết Chi Khiêm         | Tiết Chi Khiêm |
| 4 朋友你们还好吗      | Tomo                   | Tiết Chi Khiêm |
| 5 爱的期限            | 甘世佳                 | Tiết Chi Khiêm |
| 6 马戏小丑            | 罗开元                 | Tiết Chi Khiêm |
| 7 倾城                | 甘世佳                 | Tiết Chi Khiêm |
| 8 丢手绢              | 梁思成                 | 梁思成         |
| 9 续雪                | 甘世佳                 | Tiết Chi Khiêm |
| 10 你过得好吗（伴奏） |                        |                |

| Tên bài hát         | Người viết lời bài hát | Nhà soạn nhạc  |
| ------------------- | ---------------------- | -------------- |
| 1 王子归来          | Tiết Chi Khiêm         | Tiết Chi Khiêm |
| 2 认真的雪          | Tiết Chi Khiêm         | Tiết Chi Khiêm |
| 3 红尘女子          | Tiết Chi Khiêm         | Tiết Chi Khiêm |
| 4 爱不走            | 苟伟                   | 苟伟           |
| 5 快乐帮            | 张鹏                   | 郑伟           |
| 6 我的Show          | 易家扬/成金            | 刘伟           |
| 7 黄色枫叶          | Tiết Chi Khiêm         | Tiết Chi Khiêm |
| 8 钗头凤            | 甘世佳                 | Tiết Chi Khiêm |
| 9 Memory            | Tiết Chi Khiêm         | Tiết Chi Khiêm |
| 10 我的Show（伴奏） |                        |                |

### MV
| 《尘》（2019） 1. 木偶人 2. 慢半拍 3. 这么久没见 4. 笑场 5. 病态 6. 尘 7. 聊表心意 8. 陪你去流浪 | 《怪咖》（2018） 1. 摩天大楼 2. 怪咖 3. 肆无忌惮 4. 天份 5. 最好 6. 那是你离开了北京的生活 7. 违背的青春 | 《渡》（2017） 1. 动物世界 2. 暧昧 3. 像风一样 4. 高尚 5. 骆驼 6. 别 7. 渡 8. 我害怕 | 《初学者》（2016） 1. 初学者 2. 刚刚好 3. 我好像在哪见过你 4. 演员 5. 绅士 6. 一半 7. 小孩 8. Stay Here 9. 下雨了 | 《意外》（2013） 1. 丑八怪 2. 意外 3. 你还要我怎样 4. 有没有 5. 其实 6. 方圆几里 |

## Gameshow
| Năm  | Tên tiếng Trung                                                 | Tên tiếng Việt                    | Tập tham gia                                 |
| ---- | --------------------------------------------------------------- | --------------------------------- | -------------------------------------------- |
| 2018 | 火星情报局 4                                                    | Cục tình báo Sao Hoả 4            |                                              |
| 2018 | 新舞林大会                                                      | Shake It Up                       |                                              |
| 2017 | 放开我北鼻 2                                                    | Baby, thả anh ra 2                | Ep 8, 9                                      |
| 2017 | 明日之子 1                                                      | Minh Nhật Chi Tử 1                |                                              |
| 2017 | 火星情报局 3                                                    | Cục tình báo Sao Hoả 3            | Thành viên cố định                           |
| 2017 | 就匠变新家                                                      | Tựu Tượng Biến Tân Gia            | Thành viên cố định                           |
| 2016 | 我去上学啦第二季                                                | Tôi đi học mùa 2                  | Thành viên cố định (từ ep 5)                 |
| 2016 | 大学生来了                                                      | Sinh Viên Đến Rồi                 | Thành viên cố định                           |
| 2016 | 挑战者联盟 2                                                    | Liên Minh Người Thách Thức 2      | Thành viên cố định                           |
| 2016 | 作战吧偶像                                                      | The Collaboration                 |                                              |
| 2016 | 中国新声代                                                      | Let's Sing Kids 4                 | Thành viên cố định                           |
| 2016 | 我想和你唱                                                      | Come Sing With Me                 | Tập ngày 07/02/2016                          |
| 2016 | 火星情报局 2                                                    | Cục tình báo sao Hỏa 2            | Thành viên cố định                           |
| 2016 | 火星情报局 1                                                    | Cục tình báo sao Hỏa 1            |                                              |
| 2016 | 拜托了冰箱中国版第2季                                           | Go! Fridge                        | Season 2 - Ep 3                              |
| 2016 | 端午金曲捞                                                      | The Golden Melody                 |                                              |
| 2016 | 开心密室                                                        | Sitcom Room                       | Tập ngày 08/06/2016 Tập ngày 18/05/2016      |
| 2016 | 燃烧吧！卡路里                                                  | Burning Calorie                   | Ep 8                                         |
| 2016 | 你正常吗 第3季                                                  | Are You Normal ?                  | SS3 - Ep 2                                   |
| 2016 | 看见你的声音                                                    | I Can See Your Voice              | Thành viên cố định                           |
| 2016 | 全员加速中第二季                                                | Toàn Viên Gia Tốc                 | Ep 5                                         |
| 2016 | 透鲜滴星期天                                                    | Fresh Sunday                      | Tập ngày 29/05/2016                          |
| 2016 | 香蕉打卡                                                        | Banana Go                         | Ep 10                                        |
| 2016 | 年代秀                                                          | Niên Đại Tú                       | Tập 06/05/2016 Tập 10/06/2016 Tập 17/06/2016 |
| 2016 | 极限挑战                                                        | Thử Thách Cực Hạn                 | SS2 - Ep 2 160424                            |
| 2016 | 谁是大歌神                                                      | Ai là Đại ca thần (Hidden Singer) | Thành viên cố định                           |
| 2016 | 超级大首映 Lưu trữ ngày 26 tháng 8 năm 2016 tại Wayback Machine | Super Show                        | Ep 1 - Ep 2 - Ep 4                           |
| 2016 | 大牌驾到                                                        | Big Shot                          | Tập 148 Ngày 14/04/2016                      |
| 2016 | 静距离                                                          | Phi thường Tịnh cự ly             | Tập 07/04/2016                               |
| 2016 | 颜值大战                                                        | Selfie Battle                     |                                              |
| 2016 | 天天向上                                                        | Thiên Thiên Hướng Thượng          | Tập ngày 12/02/2016                          |
| 2015 | 偶滴歌神啊                                                      | Ngẫu Trích Ca Thần Ah             | Tập 4                                        |

## Phim ảnh

### Phim truyền hình
(2017) Boy Hood. Thời đại niên thiếu của chúng ta. 我们的少年时代 - Vai Đào Tây
(2015) Mẹ Tựa Như Hoa 妈妈像花儿一样 – Vai Trương Lai Phúc 张来福
(2015) Nam Nhân Bang. Bằng Hữu - 男人帮•朋友 – Vai Cao Ích 高益
(2009) Cố Lên Hoàng Tử Tennis 加油!网球王子 – Vai Nhậm Nhược Thành 任若成
(2004) 第一百个新娘 – Vai Lý Lượng 李亮

#### Phim điện ảnh
(2016) A Test Of Love Adventure A测试之爱情大冒险 – Vai Mã Lệ Văn 马俪文
(2011) 愛繽紛 – Vai Lý Tịnh Ba 李静波
(2011) Dream Melody 音乐江湖 - Vai Trần Hạo 陈浩
(2010) The University Days of a Dog 一只狗的大学时光 - Vai Tề Tuấn 齐俊

## Giải thưởng

#### 1) Lễ trao giải Đông Phương Phong Vân Bảng 东方风云榜
(2016-Lần 23) «Một Nửa» đạt giải Top 10 Ca Khúc Vàng (十大金曲 《一半》)
(2014-Lần 21) Ca sĩ sáng tác hay nhất 最佳唱作人
(2014-Lần 21) «Ngoài Ý Muốn» đạt giải Top 10 Ca Khúc Vàng 十大金曲 《意外》
(2013-Lần 20) Ca sĩ sáng tác đột phá nhất 最具突破创作歌手
(2013-Lần 20) 二十年至尊金曲 《认真的雪》
(2012-Lần 19) Bài «Chúng Ta Yêu Qua Thì Tốt» đạt giải ca khúc hát đôi của năm 年度对唱歌曲 《我们爱过就好》
(2012-Lần 19) Bài «Cuối Cùng Em Đã Trở Thành Người Phụ Nữ Của Người Ta» đạt giải Top 10 Ca Khúc Vàng 十大金曲 《我终于成了别人的女人》
(2010-Lần 17) Độ nổi tiếng cao nhất năm 最佳年度飞跃
(2009-Lần 16) Biểu diễn sân khấu tốt nhất 最佳舞台演绎奖
(2008-Lần 15) Ca Sĩ Bản Xứ nổi tiếng nhất 本地最受欢迎歌手
(2007-Lần 14) Bài «Tuyết Chân Thật» đạt giải Top 10 Ca Khúc Vàng 十大金曲 《认真的雪》
(2006-Lần 13) Giải thưởng Bạc Dành Cho Ca Sĩ Mới 新人奖银奖

#### 2) Lễ trao giải Bách Sự Phong Vân Bảng 百事风云榜颁奖盛典
(2006) Top 5 Nam Ca Sĩ Đại Lục nổi tiếng nhất 内地最受欢迎男歌手五强

##### 3) Sprite China Original Music Billboard 雪碧中国原创音乐流行榜
(2008-Lần 7) Giải thưởng Ca Sĩ Tiềm Năng Nhất nhờ ca khúc «Em Sống Tốt Không» 最具潜质歌手奖 《你过得好吗》
(2008-Lần 7) Giải thưởng Lớn Ca Sĩ Tiềm Năng 最具潜质歌手大奖
(2007-Lần 6) Giải thưởng Biểu Hiện Nhảy Vọt 飞跃表现奖
(2007-Lần 6) Giải thưởng Ca Khúc Vàng của Đại Lục «Tuyết Chân Thật» 内地金曲 《认真的雪》
(2006-Lần 5) Giải thưởng Ca sĩ mới xuất sắc 新人奖

###### 4) Bảng Xếp Hạng Ca Khúc Tiếng Trung Toàn Cầu 全球华语歌曲排行榜
(2013-Lần 13) Ca sĩ xuất sắc khu vực Thượng Hải 地区杰出歌手 上海：薛之谦
(2011-Lần 11) Ca sĩ xuất sắc khu vực Thượng Hải 地区杰出歌手 上海：薛之谦
(2011-Lần 11) Bài hát «Cuối Cùng Em Cũng Trở Thành Người Phụ Nữ Của Người Ta» đạt giải Top 20 ca khúc vàng của năm 年度二十大金曲 《我终于成了别人的女人》
(2009-Lần 9) Bài Hát «Từng Sâu Sắc Yêu Em» đạt giải Ca khúc vàng của năm 年度金曲奖 深深爱过你
(2006-Lần 6) Ca sĩ mới được yêu thích nhất 最受欢迎男新人奖

### 5) Lễ trao giải Phong Thượng Trung Quốc 中国风尚大典
(2006) Nam ca sĩ nội địa được yêu thích nhất 内地风尚新人奖

#### 6) 天地英雄校园群英会
(2006) Giải thưởng Nam ca sĩ lục địa nổi tiếng nhất
(2006) Giải thưởng Thần tượng nổi tiếng nhất

##### 7) Lễ trao giải Tinh Quang 星光大典
最具人气偶像奖

##### 8) Giải thưởng Chanel V Trung Quốc 华语榜中榜颁奖礼
(2016-Lần 20) Channel V Ca sĩ – Nhạc sĩ phổ biến nhất năm (người chiến thắng)
(2007-Lần 13) Ca sĩ được giới truyền thông bầu chọn (người chiến thắng)

##### 9) Giải thưởng Top Music Radio Trung Quốc Music Radio中国TOP排行榜
(2016) Ca sĩ nam xuất sắc nhất của năm 年度最佳男歌手
(2016) Ca khúc vàng của năm 2015 «Diễn viên» 2015年年度金曲 《演员》
(2014) Ca sĩ nhận được đề cử từ phương tiện truyền thông 年度传媒推荐男歌手
(2014) «Kẻ xấu xí» đạt giải ca khúc vàng của năm 年度最佳金曲 《丑八怪》
(2013) MusicRadio音乐之声推荐唱片内地
(2009) Nam ca sĩ lục địa nổi tiếng nhất nhờ bài hát «Em Còn Muốn Anh Phải Làm Sao» 内地最受欢迎男歌手 《你过得好吗》
(2009) Giải thưởng biểu diễn trên sân khấu tốt nhất 年度最佳舞台演绎奖
(2008) Nam ca sĩ Đại lục nổi tiếng nhất năm 内地年度最受欢迎男歌手
(2008) «Em còn muốn anh phải làm sao» đạt giải ca khúc hay nhất trong nước của năm 内地年度金曲 《你过得好吗》
(2007) Album của năm «Tiết Chi Khiêm» 内地校园人气大奖

##### 10) Giải thưởng Âm nhạc Bắc Kinh北京流行音乐典礼
(2009) Bài «Từng Sâu Sắc Yêu Em» đạt Giải thưởng giai điệu vàng của năm 年度金曲奖 深深爱过你
(2008) 20 bài hát vàng được yêu thích nhất 20大金曲

##### 11) Giải thưởng Bài Hát Trung Quốc Sáng Tạo 中国原创歌曲榜颁奖礼
(2009) Giải thưởng Biểu diễn trên sân khấu tốt nhất nội địa 内地最佳舞台表现奖
(2009) Album của năm « Từng Sâu Sắc Yêu Em»最佳专辑奖 深深爱过你

#### 12) CCTV Phong Vân Âm nhạc CCTV风云音乐
(2010) Giải thưởng ca sĩ được nhiều phương tiện truyền thông đề cử nhất 媒体推荐创新实力歌手奖
(2010) Giai điệu vàng nổi tiếng trên mạng nhất năm 年度网络最受欢迎金曲奖

##### 13) KU MUSIC ASIAN MUSIC AWARDS 酷音乐亚洲盛典
(2016) Nghệ sĩ Âm nhạc truyền hình của năm 年度电视音乐金曲艺人
Ca sĩ sáng tác hay nhất nổi tiếng nhất năm 年度最受欢迎创作人

##### 14) Giải thưởng YinYueTai 音悦v榜
(2016-Lần 4) Nghệ sĩ toàn năng của năm 年度全能艺人
(2016-Lần 4) Nghệ sĩ nổi tiếng của năm 年度风向艺人
(2014-Lần 2) Ca sĩ nội địa sáng tác hay nhất năm 内地年度创作歌手

## Đánh giá
Từ 《Tuyết chân thật》,《Anh thật sự rất yêu em》 rồi đến 《Một vài người》,《Anh biết em biết tất cả》 cùng 《Phạm vi vài dặm》 những lời tâm tình ngọt ngào chính là "Tình ca của Tiết Chi Khiêm", con đường mà anh đã lựa chọn. Tiết Chi Khiêm tiếp tục cùng với 《Lá phong màu vàng》 《Tuyết chân thật》 và những sáng tác khác cùng với sự sáng tạo của mình, không chỉ đáp ứng được nhu cầu của thị trường âm nhạc, hơn nữa anh còn am hiểu về những bản tình ca, những ca khúc này đã giúp anh ngày càng nổi tiếng, sự sáng tạo thiên tài thật đáng khâm phục.
Tiết Chi Khiêm là một người "đa diện", đôi khi giống như đứa trẻ nghịch ngợm, tinh quái, đôi khi lại giống như người đàn ông trưởng thành lịch thiệp. "Tôi không thể viết những lời ca hoa mỹ, nhưng tôi luôn chia sẻ cảm xúc của mình với âm nhạc, tôi sẽ luôn cố gắng hết sức mình trong thời gian tôi trở lại với công chúng." Ca sĩ, diễn viên, người dẫn chương trình, muôn vàn sắc màu, nhưng anh lại luôn giống với con người thật của chính mình, đơn giản mà tinh khiết.